# 南方淑女

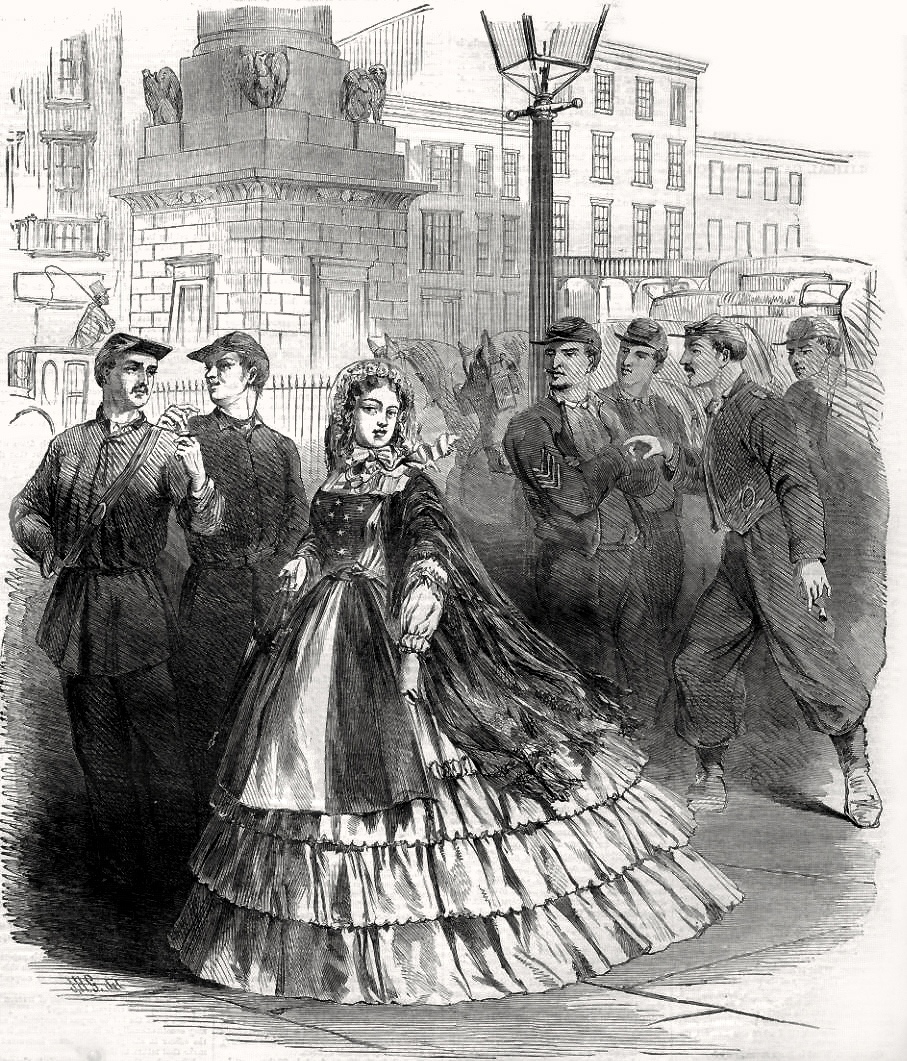
1861年杂志上的典型南方淑女形象

南方淑女（英語：Southern belle）是美国深南部上层社会年轻女子的定型角色。这一形象源自美国南北战争前种植园主上层社会的年轻未婚白人妇女。

## 形象
南方淑女的典型形象是身着南北战争前的流行服饰，如铁环长裙、束腹、宽松长裤、宽边草帽和手套(來自英國的傳統)。通常会手持阳伞或扇子，在当时晒黑的皮膚是劳动阶级的特徵，南方淑女會避免曬黑。
南方淑女的理想伴侣是嫁给有声望的年轻男子，并成为专注奉献于家庭和社区的女士。 南方淑女的典型形象具备南部友善的特色，即保有美丽、贞洁而不失轻佻的品行。